# Hurlingham FC
Hurlingham Football Club – argentyński klub piłkarski z siedzibą w mieście Hurlingham wchodzącym w skład zespołu miejskiego Buenos Aires.

## Historia
Hurlingham był jednym z sześciu klubów, które miały wziąć udział w historycznych, pierwszych mistrzostwach Argentyny w 1891 roku.